# Brandeburgo-Schwedt
Brandeburgo-Schwedt fu una linea cadetta della casata di Hohenzollern del Brandeburgo-Prussia che governò sui territori a nord del Margraviato di Brandeburgo. Tali territori erano ubicati tra Schwedt e Vierraden (Uckermark e Neumark) e Wildenbruch (Hinterpommern), ma non concedevano alla linea diritti di sovranità diretta.

## Storia
Per mancanza di denaro (derivata dalle spese militari sostenute durante la Guerra dei Trent'anni), il principe elettore Federico Guglielmo di Brandeburgo, vendette l'area di Schwedt ai conti di Varrensbach per 25.000 talleri. L'Elettrice Dorotea Sofia di Schleswig-Holstein-Sonderburg-Glücksburg, la seconda moglie dell'elettore, riottenne successivamente il territorio per la somma di 26.500 talleri a guerra finita e la concesse al figlio primogenito, il margravio Filippo Guglielmo. Il territorio si presentava in quest'epoca comprendente tre borghi con i rispettivi tre castelli, 33 villaggi e 24 fattorie.
Dorothea si dedicò personalmente alla ricostruzione del castello di Schwedt dopo i danni subiti durante la Guerra dei Trent'anni, così come nello sviluppo economico della città attorno. Esperti olandesi e ugonotti francesi vennero invitati a coltivare il tabacco in questa regione nella primavera del 1686 e dalla fine del XVIII secolo la Uckermark, con un'area di 44 km², era la più grande coltivazione di tabacco della Germania. Le sue tre industrie produttrici di sigari erano la più importante fabbrica della regione.
Il margravio Filippo Guglielmo (regnante nel 1688-1711), coltivò intensivamente i propri domini e decorò il castello con grandi spese di denaro, opera che venne continuata dal suo successore, il margravio Federico Guglielmo (regnante nel 1731-1771), che fece di Schwedt una sede residenziale per la linea cadetta.
Il figlio minore di Filippo Guglielmo, il margravio Federico Enrico (regnante nel 1771-1788), l'ultimo margravio, fece di Schwedt anche un centro culturale di rilievo in Germania. Dopo la sua morte nel 1788 la linea cadetta si estinse e i suoi territori tornarono alla Prussia.
Per alcuni anni, a partire dal 1794, il castello di Schwedt fu la residenza del figlio secondogenito del re Federico Guglielmo II, il principe Federico Luigi Carlo di Prussia.

## Capi della casata di Brandeburgo-Schwedt
- Filippo Guglielmo, Principe in Prussia, Margravio di Brandenburg (1688-1711), figlio del principe elettore Federico Guglielmo I
- Federico Guglielmo, Principe in Prussia, Margravio di Brandeburgo (1731-1771), figlio del precedente
- Federico Enrico, Principe in Prussia, Margravio di Brandeburgo (1771–1788), fratello del precedente